# حسین گودرزی
حسین گودرزی سیاستمدار مستقل ایرانی است. وی موفق شد در یازدهمین دوره انتخابات مجلس شورای اسلامی که در تاریخ ۲ اسفند ۱۳۹۸ برگزار شد، با کسب ۲۸ هزار و ۴۳۰ رای از مجموع ۴۰ هزار و ۴۱۵ رای، از حوزه انتخابیه دورود و ازنا از استان لرستان انتخاب گردد و به مجلس راه یابد.